# Chyromya flava
Chyromya flava är en tvåvingeart som först beskrevs av Carl von Linné 1758.  Chyromya flava ingår i släktet Chyromya och familjen gulflugor. Arten är reproducerande i Sverige. Inga underarter finns listade i Catalogue of Life.